# Dinotrema sedlaceki
Dinotrema sedlaceki är en stekelart som beskrevs av Robert A.Wharton 2002. Dinotrema sedlaceki ingår i släktet Dinotrema och familjen bracksteklar. Inga underarter finns listade i Catalogue of Life.